# Тауб, Карл
Карл Андреас Тауб (англ. Karl Andreas Taube; род. 14 сентября 1957, Чикаго, штат Иллинойс, США) — американский антрополог, этнолог, археолог и историк, специализирующийся на исследованиях связей между культурами Мезоамерики, Аридоамерики и юго-запада США. Профессор Калифорнийского университета в Риверсайде с 2009 года.

## Биография
Родился в семье канадского этнического немца (с предками с Украины) Генри Таубе, лауреата Нобелевской премии по химии, и Мэри Элис Уэш. Высшее образование начал в Стэнфордском университете, откуда перевёлся в Калифорнийский университет в Беркли, где в 1980 году защитил степень бакалавра антропологии. Продолжил образование в Йельском университете, где в 1983 году защитил степень магистра, а в 1988 году степень доктора антропологии. Обучался у известных маянистов — Майкла Коу, Флойда Лаунсбери и искусствоведа Мэри Миллер. В соавторстве с последней издал энциклопедию «Боги и символы древней Мексики и майя».
Занимался полевыми исследованиями в высокогорьях Чьяпаса, на полуострове Юкатан, в центральной Мексике, на территориях Гондураса и Гватемалы. Изучал связи мезоамериканской религиозной символики и агрокультуры, в частности, божественные ассоциации кукурузы у ольмеков и племён юго-запада США. Также изучал межкультурный обмен у мезомериканских цивилизаций, например, влияние Теотиуакана на государства классического периода майя. В 2003 году участвовал в полевых исследованиях в Сан-Бартоло под руководством Уильяма Сатурно и Моники Уркису, где занимался интерпретацией маянских фресок, датируемых I веком до нашей эры. В 2004 году руководил археологическим проектом, документирующим ранее неизвестные артефакты ольмекского голубого жадеита в восточной Гватемале. Исследовал доколумбовые памятники в Эквадоре и Перу.

## Некоторые сочинения
- «Главные боги древнего Юкатана» (1992)
- «Молниевидные тесла и кукурузные фетиши» (2000)
- «Искусство ольмеков в Дамбартон-Окс» (2004)
- «Цветочная гора» (2004) — статья, в которой анализируются концепции жизни, красоты и рая в классический период майя.